# Nedvězí (Rohle)
Nedvězí (německy Nebes) je vesnice, část obce Rohle v okrese Šumperk. Nachází se na horním toku potoka Rohelnice asi 2 km na severovýchod od Rohle. V roce 2009 zde bylo evidováno 59 adres. V roce 2001 zde trvale žilo 95 obyvatel.
Nedvězí leží v katastrálním území Nedvězí u Zábřeha o rozloze 3,19 km2.